# Buff (nakrycie głowy)

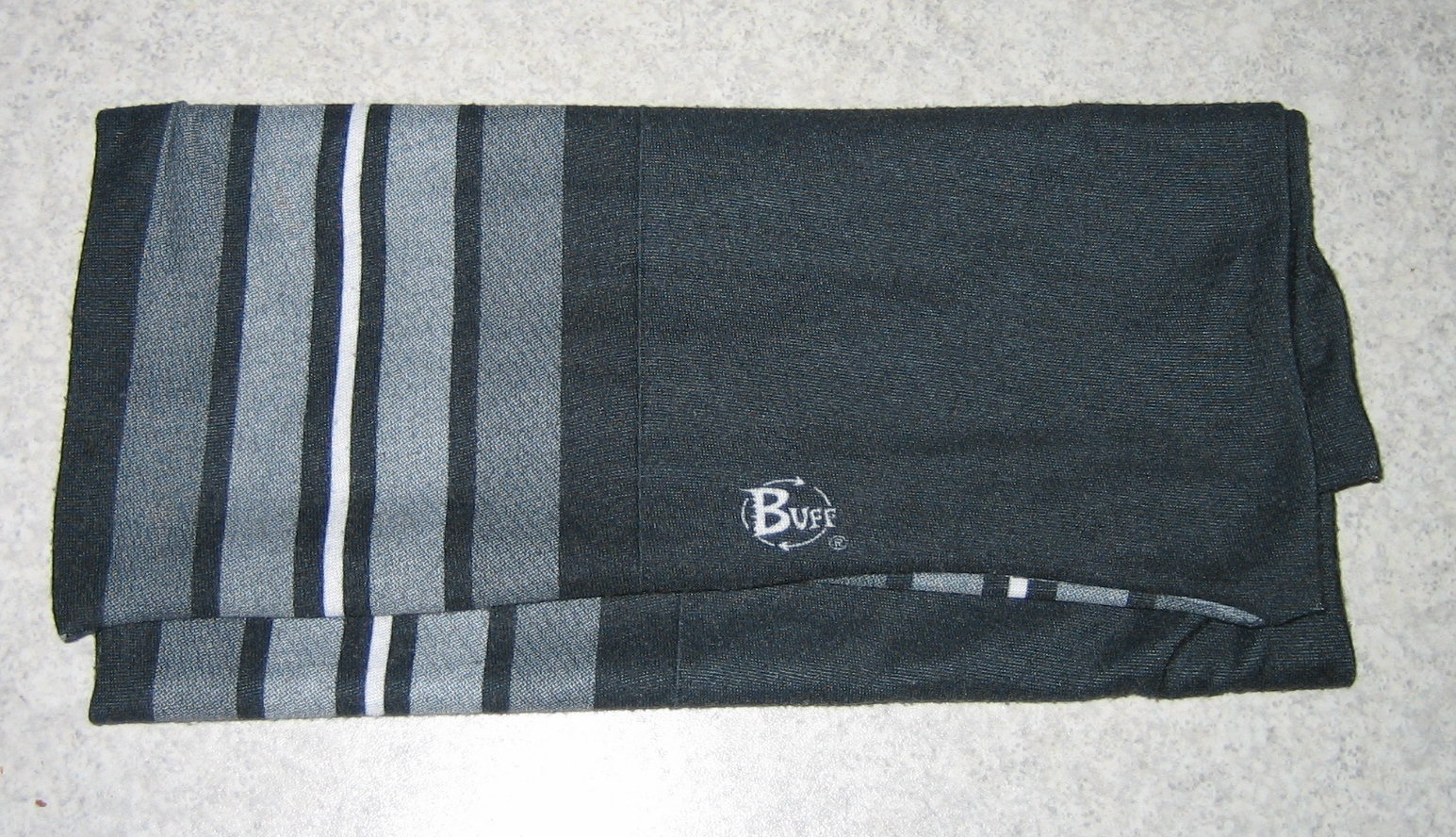
Oryginalny produkt z logo firmy

Buff (czyt. baf) jest zarejestrowanym w 1992 r. znakiem towarowym dla wielofunkcyjnego artykułu odzieżowego produkowanego przez Original Buff SA, firmę z siedzibą w Igualada w Katalonii, niedaleko Barcelony. W Polsce oryginalny Buff, jak i wzorowane na nim produkty innych firm, spotyka się pod nazwami "chusta wielofunkcyjna" i "szalokominiarka".

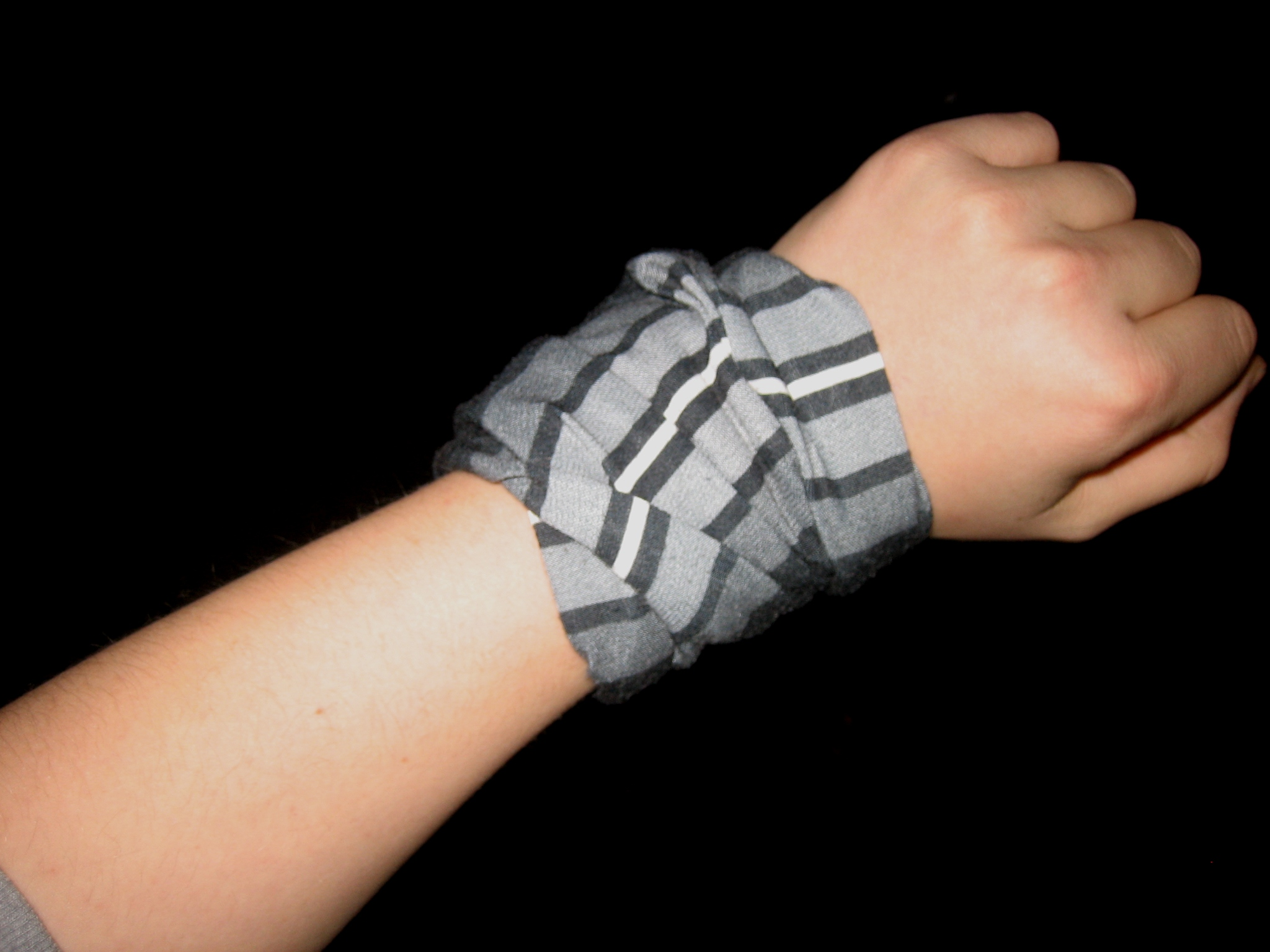
Sposób noszenia na ręce

Produkt został opracowany przez Juana Rojasa w 1991 r. dla ochrony zawodników uprawiających motocross przed wiatrem. Jest rodzajem rurki wykonanej z cienkiej tkaniny (mikrofibry), którą można nosić na głowie na wiele sposobów – jako czapkę, kominiarkę (balaclavę), golf, chustę-bandankę, maskę na twarz, opaskę na czoło. Może posłużyć także jako mankiet na rękę do ocierania potu lub do spinania długich włosów, a nawet jako biustonosz lub damski top. Jak zapewnia producent, buff chroni przed upałem, zimnem, kurzem, śniegiem i wiatrem. Nie pozwala, żeby pot zalewał oczy, a jednocześnie odprowadza na zewnątrz wilgoć i szybko wysycha. Jest trwały, elastyczny i nie ma szwów, ponieważ proces produkcyjny odbywa się na specjalnych krosnach rurkowych.
Istnieje kilka wersji – m. in uniwersalna z lekkiej mikrofibry i zimowa z dodatkiem polaru z materiału polartec 100 lub polartec thermal pro. Są też specjalizowane modele na bazie windstoppera, lub coolmaxu. Do wyboru jest ponad 150 wzorów – dla dzieci, dla dorosłych, jednokolorowe, wzorzyste, z motywami etnicznymi (specjalna linia sygnowana przez "National Geographic"), z odblaskowym paskiem dla rowerzystów, z postaciami z bajek itd. Można też zamówić indywidualny wzór.
Buff promowany jest jako niezbędny artykuł dla osób uprawiających aktywny wypoczynek i sporty ekstremalne. Został użyty w amerykańskim reality show "Survivor", gdzie noszony był przez wszystkich uczestników konkursu. Produktu używali też Ewan McGregor i Charley Boorman podczas swej wyprawy motocyklowej z John O'Groats w Szkocji do Przylądka Igielnego w Afryce, sfilmowanej przez BBC Two w programie "Long Way Down". Do zakupu tylko oryginalnych buffów producent zachęca antybakteryjnym wykończeniem na bazie jonów srebra (tzw. Polygiene Active Odour Control), które ma ograniczać namnażanie się bakterii odpowiadających za przykry zapach.